# Райан, Кваме
Кваме Райан (англ. Kwamé Ryan; род. 1970, Торонто) — канадский дирижёр вест-индского происхождения.

## Биография
По происхождению Кваме Райан принадлежит к негритянскому населению островного государства Тринидад и Тобаго, где и прошло его детство. Он учился дирижированию в Кембриджском университете у Петера Этвёша. В 1998—1999 гг. Райан работал ассистентом Л. Загрошека в Штутгартской опере, в 1999—2003 гг. возглавлял симфонический и оперный оркестр в швейцарском Фрибуре. В 2007 г. Кваме Райан официально принял полномочия художественного руководителя Национального оркестра Аквитании. Главный дирижёр Молодёжного оркестра Франции (2009—2010).

## Репертуар
Помимо классики, Кваме Райан дирижирует исполнением произведений современных композиторов (Карл Хартманн, Мортон Фельдман, Маттиас Пинчер и др.).